# Ruimel
Ruimel is een buurtschap in de gemeente Sint-Michielsgestel in de Nederlandse provincie Noord-Brabant. Het ligt een kilometer ten noorden van de plaats Sint-Michielsgestel.

## Geschiedenis
In of rond 1679 werd hier de altaarsteen van Ruimel gevonden. Deze steen werd mogelijk rond 40 na Christus door Flavus, een bestuurder uit de romeinse tijd van Bataafse afkomst geofferd aan Herculus Magnus. 
Ruimel wordt ook genoemd als  een bezitting van vrij geboren Franken die aan Willebrordus werden geschonken tussen 698 en 721 na Chr. 